# Agence spatiale suédoise

Logo

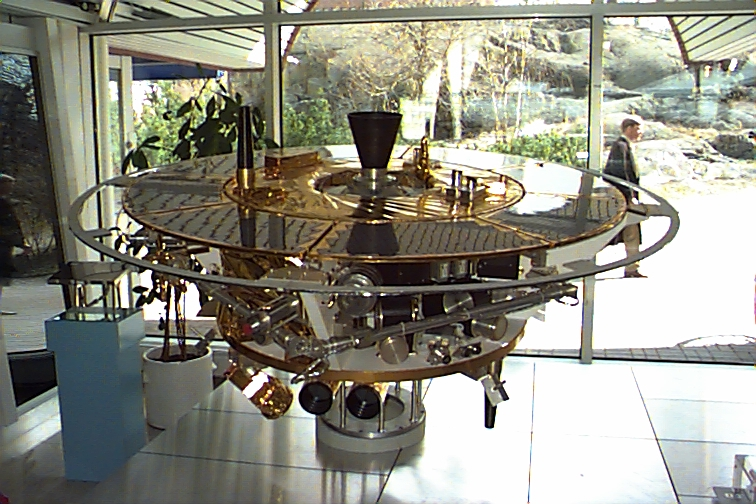
Maquette du satellite scientifique Freja dans les locaux de l'agence.

L’Agence spatiale suédoise (en suédois : Rymdstyrelsen) est la structure qui a la charge de développer en Suède les activités spatiales. Cette agence gouvernementale est rattachée au ministère suédois de l'Éducation et de la Recherche. Créée en 1972 elle a son siège à Stockholm, la capitale du pays.

## Activité
L'agence spatiale suédoise est une petite structure (17 personnes en 2012) qui gère un budget d'environ 700 millions de couronnes suédoises par an (100 millions €). Elle a trois missions :
- Attribuer les subventions pour des projets de recherche spatiale, de développements de technologies liées à l'espace et les activités de télédétection.
- Lancer les actions de recherche et développement dans le domaine de la télédétection spatiale et de l'activité spatiale en général
- Représenter la Suède dans les projets spatiaux internationaux.

Le budget alloué au programme spatial suédois finance la participation de la Suède à l'Agence spatiale européenne (65 % du budget y est consacré en 2010) et le développement de projets nationaux.
L'agence spatiale a développé six satellites scientifiques depuis sa création:
- Viking (1986–1987) pour étudier la magnétosphère et l'ionosphère
- Freja (1992–1995) satellite avec des objectifs identiques
- Astrid-1 (1995) micro satellite scientifique
- Astrid-2 (1998–1999) micro satellite scientifique
- Odin (2001—) satellite d'astronomie
- Prisma (2010—) satellite double destiné à tester les techniques de vol en formation et de rendez-vous